# Хозе, Валерий Анатольевич
Валерий Анатольевич Хозе (Valery A. Khoze) — российский и европейский физик, доктор физико-математических наук.
Родился в 1943 году. Окончил физический факультет Новосибирского государственного университета (1965) и аспирантуру Института ядерной физики СО АН СССР (1968, Новосибирск).
В 1968—1972 старший научный сотрудник, заместитель руководителя группы Ереванского физического института.
С 1972 в ЛИЯФ (Гатчина): научный сотрудник, старший научный сотрудник, ведущий научный сотрудник.
В 1979 году защитил докторскую диссертацию: Электродинамические процессы и реакции с образованием новых частиц в е⁺е⁻ столкновениях: диссертация … доктора физико-математических наук : 01.04.02. — Ленинград, 1978. — 215 с.: ил.
Работа за границей:
- 1991—1997 визитинг профессор департамента физики Даремского университета, Великобритания
- 1997—2000 руководитель исследований INFN-LNF, Фраскати, Италия
- с 2000 профессор, с 2015 почётный профессор (эмерит) Даремского университета, Великобритания.

Публикации:
- С. М. Суханов, В. С. Фадин, В. А. Хозе, «Радиационные эффекты в опытах на встречных электрон-позитронных пучках», Докл. АН СССР, 178:4 (1968), 822—824
- Хозе, Валерий Анатольевич. Физика на ее-коллайдерах нового поколения : Тексты лекций / В. А. Хозе; Моск. инж.-физ. ин-т. — М.: МИФИ, 1987. — 38,[2] с.
- Некоторые свойства угловых распределений при аннигиляции электрон-позитронной пары [Текст] / С. А. Хейфец, В. А. Хозе. — Ереван : [б. и.], 1971. — 7 с.; 20 см. — (Ереванский физический институт. АРУС; ЕФИ-ТФ-2(71)).
- Физика е+е- столкновений при высоких энергиях : Текст лекций / Я. И. Азимов, В. А. Хозе. — М.: МИФИ, 1981. — 26 с.: ил.; 20 см.
- Трехреджеонное описание инклюзивных спектров адронов [Текст] / А. Б. Кайдалов, В. А. Хозе. — Ленинград : [б. и.], 1973. — 17 с.: ил. — (Препринт/ АН СССР. Ленингр. ин-т ядерной физики им. Б. П. Константинова; № 62).
- Электрослабые радиационные поправки к кривой возбуждения Z&0 бозона в процессе образования пары &м+ &м- во встречных E&+ E&- пучках / В. С. Фадан, В. А. Хозе. — Новосибирск : ИЯФ, 1987. — 22 с.: ил.; 20 см. — (Препр. Ин-т ядер. физики СО АН СССР; 87-175).
- Возможные физические эксперименты на ускорителе со встречными е? е? пучками с энергиями 2х (50?100) Гэв [Текст] : Лекция прочит. на Междунар. школе теорет. и эксперим. физики. Ереван, 23 ноября — 4 дек. 1971 г. / Б. Л. Иоффе, В. А. Хозе. — Ереван: [б. и.], 1972. — 53, [5] с.: черт.; 21 см. — (Препринт/ Ереван. физ. ин-т; ЕФИ-ТФ-4 (72)).
- Адронные струи в жестких процессах : Текст лекции / Я. И. Азимов, Ю. Л. Докшицер, В. А. Хозе. — М.: МИФИ, 1984. — 50 с.: ил.; 19 см.
- Глубоконеупругие процессы : Фономенология. Кварк-партонная модель / Б. Л. Иоффе, Л. Н. Липатов, В. А. Хозе. — М.: Энергоатомиздат, 1983. — 264 с.: ил.; 20 см; ISBN В пер.
- О реакции e?e?>адроны (новые частицы и e?e?-аннигиляция) [Текст] / Я. И. Азимов, Л. Л. Франкфурт, В. А. Хозе. — Ленинград : [б. и.], 1976. — 63 с.: ил.; 21 см. — (Препринт/ АН СССР. Ленингр. ин-т ядерной физики им. Б. П. Константинова. Лияф; 222).
- ?-мезоны и родственные им частицы как адроны [Текст] : (Новые частицы и e?e?-аннигиляция) / Я. И. Азимов, Л. Л. Франкфурт, В. А. Хозе. — Ленинград : [б. и.], 1976. — 47 с.: ил.; 20 см. — (Препринт/ АН СССР. Ленингр. ин-т ядерной физики им. Б. П. Константинова. Лияф; 221).

Список статей: https://www.dur.ac.uk/physics/staff/profiles/?username=dph0vak